# Marele Magnet

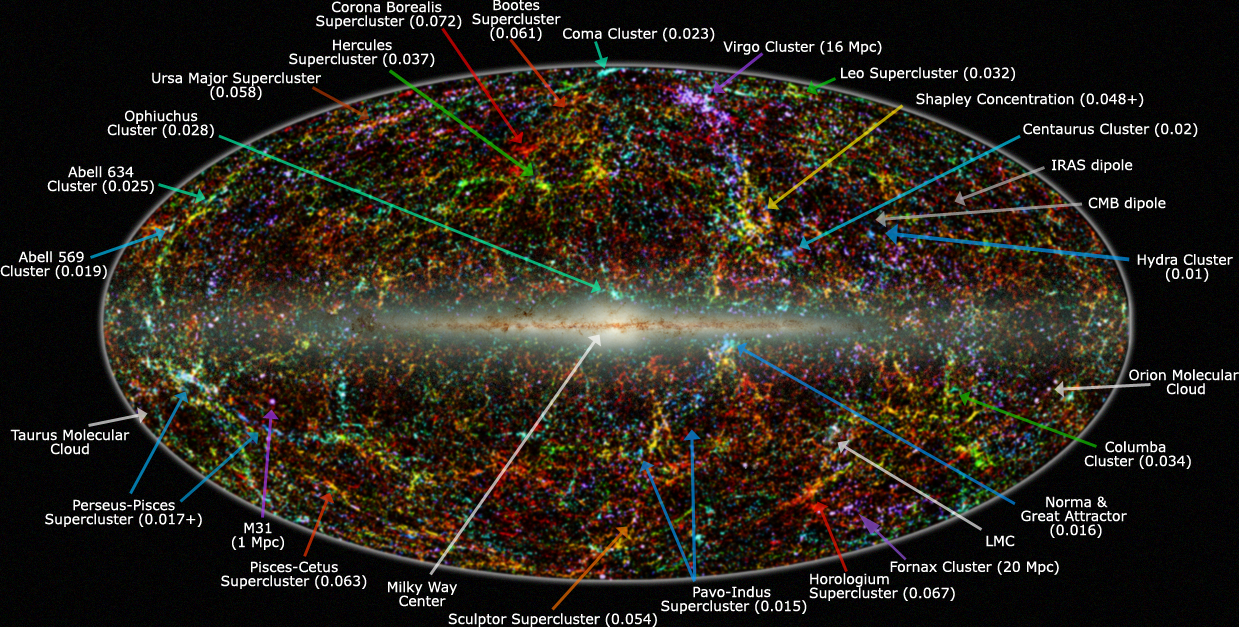
Pe harta 2MASS de la NASA, Marele Magnet / Marele Atractor este localizat în vârful săgeții celei mari albastre, spre centru din dreapta - jos.

Marele Magnet sau Marele Atractor este o anomalie gravitațională situată în spațiul intergalactic, la o distanță de aproximativ 65 de Megaparseci sau 250 de milioane de ani-lumină, în constelația Echerul, super-roiul de galaxii Centaurul. Acest obiect cu o masă de zeci de mii de ori mai mare ca cea a Căii Lactee a fost observat ca urmare a efectului pe care îl are asupra mișcării galaxiilor și grupurilor de galaxii din această regiune a spațiului, toate galaxiile cunoscute (pe o distanță de câteva sute de milioane de ani) îndreptându-se spre această anomalie cu viteză de 491 ± 200 km/s.
În direcția Marelui Magnet se află grupul de galaxii Abell 3627, despre care se consideră că este centrul său. Masa sa totală este de aproximativ 5x1016 mase solare, dar masa materiei vizibile în zonă este de cel puțin de 10 ori mai puțin, din această cauză se consideră că Marele Magnet în cea mai mare parte este format din materie întunecată.